# Sisido Kavka
Sisido Júna (宍戸佑名; Hepburn: Yuna Shishido; Mexikó, 1985. június 23. –) ismertebb művésznevén Sisido Kavka (シシド・カフカ; Hepburn: Kavka Shishido) japán dobos és énekes. Pályafutása kezdetén a The News rockegyüttes tagja volt, 2012-ben debütált szólóelőadóként, bemutatkozó nagylemeze 2013-ban jelent meg Kavkanize címmel. Az összes promóciójában kiemelkedő szerepet kap dobolása.
Sisido művésznevét, a Kavkát Vatanabe Dzsunpei olvasószerkesztőtől kapta. Sisido mindig feketébe öltözik, így egy varjúra emlékezteti Vatanabét, aki a cseh nyelvű kavka szót választotta, amely az örvös csókára utal.

## Biográfia
Sisido 1985-ben született Mexikóban japán szülők gyermekeként. Kétéves koráig élt ott, azonban Japánban járt általános iskolába. Sisido 13 és 14 éves kora között Argentínában élt, ahol a mindennapi élet megkönnyítése végett megtanult spanyolul, azonban miután visszautazott Japánban elfelejtette azt, mivel senkivel sem tudta gyakorolni a nyelvet. 14 éves korában elhatározta, hogy megtanul dobolni, miután látott egy koncertfelvételt a televízióban. Tetszett neki az az elképzelés, miszerint a dobos az együttes „elismeretlen hőse”, mivel az sosem került a kamera középpontjába. 14 évesen kezdte el megtanulni a dobolás alapjait Daniel „Pipi” Piazzolla dobos, Astor Piazzolla tangózenész unokájának tanításában.
Sisido 20 éves korában kezdett el énekelni. 2004-ben csatlakozott a The News hangszeres lányegyütteshez, annak harmadik dobosaként. 2005-ben a Ósima Kendzsivel, a The High-Lows dobosával és Hirade Szatoruval, az Uverworld producerével kezdett közreműködni, majd közösen megalapították az Eddy12 névre keresztelt formációt. Sisido ezen időszak alatt kezdett el a névjegyévé váló stílusban zenélni, melyben egyszerre dobol és énekel.
Sisidóra még az Eddy12 tagjaként felfigyelt egy lemezkiadó cég, mely szólóénekesi lemezszerződést ajánlott neki. Még az előtt figyeltek fel rá, hogy elkezdett volna az együttessel dobolni, azonban a producerek javaslatára végül mégis a dobolás melletti éneklésre esett a választásuk, hogy elkülönítsék a többi zenésztől. 2009-ben kilépett a The Newsból, azonban továbbra is dolgozott az Eddy12-es zenésztársaival, akik producerként segítették pályafutását. 2012 májusában mutatkozott be szólóelőadóként az Imperial Records kiadónál megjelent Day Dream Rider című digitális kislemezzel. Sisido azóta három kislemezt jelentett meg, Aiszuru Kakugo, Music és Kiken na futari címmel, utóbbit a TV Asahi Doubles: Futari no keidzsi doramájához is felhasználták nyitófőcím dalként. Sisido 2013. szeptember 4-én jelentette meg bemutatkozó stúdióalbumát Kavkanize címmel. 2014 februárjában megtartotta első országos koncertkörútját Japánban a Vagamama/Miss. Miss Me kislemeze megjelenése után.
2013 szeptemberében bejelentették, hogy Sisido lemezkiadót váltott az Avex Group újonnan alapított Justa Music alkiadójához, illetve, hogy szerepet kapott Szavadzsiri Erika First Class című divatdoramájának második évadában. Első kiadványa az új kiadója alatt a Szaito Kazujosi veterán énekes-dalszövegíró szereplésével felvett Don’t Be Love című dal volt, amely a Fuji Television 2015-ben indult Isatacsi no renai dzsidzsó doramájának témazenéje volt. A dal egyben a 2015 júniusában megjelent K5 középlemez vezető száma is.

## Egyéb tevékenységei
Sisido zenészi bemutatkozása óta kifutómodellként is dolgozik. Részt vett a 2012-es Kobe Collectionön, a 2012-es és 2013-as Tokyo Runwayen, a 2012-es Laforet divathéten, valamint a 2013-as Fukuoka Asia Collectionön is. Sisido színészi bemutatkozása a 2012-es Ai ore! élőszereplős film-adaptációjával történt. Sisido 2013-ban rádiós személyiségként is bemutatkozott, az All Night Nippon és a Bay FM adókon is vezetett műsorokat. Sisido 2013-ban a KinKi Kids Sin Dómoto kjódai című varietéműsorának együttesének dobosa lett. 2014-ben csatlakozott Szavadzsiri Erika First Class című doramájának második évadához Kavasima Namie divattervező szerepében.

### Reklámkampányok
Sisido első országos reklámkampányát a Glico Pretz rágcsálnivalójához vették fel, melyet 2013 februárjában mutattak be. A reklámban Sisido a prágai strahovi kolostor könyvtárában dobol.

## Diszkográfia

### Stúdióalbumok
| Cím       | Részletek                                                                                                   | Legjobb helyezés | Eladások (JPN) |
| Cím       | Részletek                                                                                                   | JPN              | Eladások (JPN) |
| --------- | --- | ---------------- | -------------- |
| Kavkanize | - Megjelent: 2013. szeptember 4. (JPN) - Kiadó: Imperial Records - Formátum: CD, CD/DVD, digitális letöltés | 31               | 6 186          |
| Toridori  | - Megjelent: 2016. április 27. (JPN) - Kiadó: Avex Trax - Formátum: CD, CD/DVD, CD/BD, digitális letöltés   | —                | —              |

### Középlemezek
| Cím  | Részletek                                                                                          | Legjobb helyezés | Eladások (JPN) |
| Cím  | Részletek                                                                                          | JPN              | Eladások (JPN) |
| ---- | -------------------------------------------------------------------------------------------------- | ---------------- | -------------- |
| K5   | - Megjelent: 2015. június 27. (JPN) - Kiadó: Avex Trax - Formátum: CD, CD/DVD, digitális letöltés  | 29               | 3 695          |
| Do S | - Megjelent: 2017. február 22. (JPN) - Kiadó: Avex Trax - Formátum: CD, CD/DVD, digitális letöltés | 119              | ?              |

### Kislemezek
| Cím             | Év   | Legjobb helyezés     | Legjobb helyezés        | Eladások (JPN) | Album                      |
| Cím             | Év   | Oricon kislemezlista | Billboard Japan Hot 100 | Eladások (JPN) | Album                      |
| --------------- | ---- | -------------------- | ----------------------- | -------------- | -------------------------- |
| Day Dream Rider | 2012 | —                    | 15                      |                | Kavkanize                  |
| Aiszuru kakugo  | 2012 | 59                   | 7                       | 1 832          | Kavkanize                  |
| Music           | 2013 | 87                   | 12                      | 1 882          | Kavkanize                  |
| Kiken na futari | 2013 | 63                   | 14                      | 2 496          | Kavkanize                  |
| Vagamama        | 2014 | 52                   | 20                      | 1 925          | Kavkanize (Deluxe Edition) |
| Miss. Miss Me   | 2014 | 52                   | —                       | 1 925          | Kavkanize (Deluxe Edition) |
| Dame kasira?    | 2014 | —                    | 76                      |                | Kavkanize (Deluxe Edition) |

#### Promóciós kislemezek
| Cím                                                 | Év   | Legjobb helyezés        | Album     |
| Cím                                                 | Év   | Billboard Japan Hot 100 | Album     |
| --------------------------------------------------- | ---- | ----------------------- | --------- |
| Love Corrida                                        | 2013 | 7                       | Kavkanize |
| Don’t Be Love (közr. Szaito Kazujosi)               | 2015 | 53                      | K5        |
| Bane no uta (közr. Kómoto Hiroto (The Cro-Magnons)) | 2015 | —                       | K5        |
| Crying                                              | 2016 | —                       | Toridori  |
| Asita vo narasze                                    | 2016 | —                       | Toridori  |